# Комисија за веру и поредак
Комисија за веру и поредак  (енг. Faith and Order Commission) је скупштина у оквиру Светског савета цркава основаног 1948. године који је дао бројне и значајне доприносе екуменском покрету.

## Развој комисије за Веру и поредак
На предлог епископа Чарлса Брента, англиканска епископална црква у Америци је 1910. године у Синсинатију одлучила да једна комисија припреми материјал за разматрање могућности чврстог сједињења свих хришћанских цркава ,,који признају Господа Исуса Христа као Бога и Спаситеља" - на темељу заједничке вере и заједничког црквеног уређења. Овај покрет је добио име Вера и поредак (Faith and Order).

### Прва конференција покрета Вера и поредак (Лозанска конференција)
Због Првог светског рата, рад покрета је настављен тек 1920. године када је у Женеви изабран ,,Припремни одбор за уређење светске екуменске конференције Вера и поредак". Чарлс Брент је формирао одбор да позове цркве на састанак ради разговора о питањима вере и црквеног поретка. У периоду од 3-21. августа 1927. године у Лозани, у Швајцарској, одржана је прва светска конференција, познатија под именом Лозанска конференција, на којој се расправљало о Светом Писму, општем символу вере, јединству цркве, тајнама и црквеној јерархији. На овој конференцији од 439 делегата из 90 разних хришћанских цркава, била су и 24 делегата православних цркава: цариградске, александријске, јерусалимске патријаршије, Грчке, Румунске, Српске (еп. Бачки др Иринерј Ћирић), Бугарске, Пољске, Грузијанске православне Цркве и Руске заграничне цркве. Римокатоличка црква на овој конференцији није учествовала.
Није дошло до јединственог решења појединих питања, па није дошло до потпуне сагласности. У резолуцији је подвучено да „јединство не значи униформитет" - и да мора бити места за разне типове цркава и треба да буде сачувана хришћанска слобода тумачења у границама, које нам одређује вера коју исповедамо. Православни делегати нису се могли сложити са оваквим закључцима, па су се оградили од закључака ове конференције, али су изјавили да ће помагати сваку сарадњу на социјално - харитативном пољу.

### Друга конференција покрета Вера и поредак (Единбуршка конференција)
После смрти првог председника епископа Чарлса Брента (1929), покрет је водио англикански архиепископ из Јорка Вилијем Темпл, под чијим је председништвом одржана 3-18. августа 1937. у шкотском граду Единбургу друга светска конференција покрета Вера и поредак. Овде су пристуствовале 122 разне хришћанске цркве са 414 делегата, међу којима и 13 делегата православних цркава. У комисијама се расправљало о питању Божије благодати, о питању Христове цркве, о црквеној служби и тајнама и др.
Православни делегати се нису сложили са закључцима Единбуршке конференције констатујући:
1. у питању благодати постигнута је сагласност у суштини;
2. постоји сагласност о богонадахнутости Св. Писма, што се не може рећи за питање Св. предања;
3. не можемо да се сагласимо са тезом (поставком), да примарни значај у делу спасења припада Логосу Божијем, а не Цркви, којој је предано Богом као дар Св. Писмо;
4. далеко мања сагласност показала се у питањима о суштини свештенства, о апостолском прејемству, о суштини и броју тајни делимично чак и о тајни крштења и евхаристије;
5. Intercommunio може бити само крајњим деловањем, које крунише право уједињење и „ни у ком случају не може бити примарно у својству средстава за достизање уједињења";
6. свеопште уједињење хришћанских цркава може да буде убрзано, ако се претходно уједињују међу собом оне цркве, које се у садашњем добу у свом стању јављају најближима једна другој.

### Трећа и четврта конференција покрета Вера и поредак
Трећа конференција одржана је у граду Лунде, у Шведској, у периоду 15-29. августа 1952. године, под председништвом архиепископа упсалског и примаса цркве у Шведској Инге Бриљона, а четврта конференција је одржана у Монтреалу, Канада, у периоду 12 - 26. августа 1963. године.